# Tenancingo (kommun i delstaten Mexiko)
Tenancingo är en kommun i Mexiko.   Den ligger i delstaten Mexiko, i den sydöstra delen av landet, 70 km sydväst om huvudstaden Mexico City. Antalet invånare är 90 946.
Följande samhällen finns i Tenancingo:
- Tenancingo de Degollado
- Santa Ana Ixtlahuatzingo
- San José el Cuartel
- El Salitre
- La Trinidad
- San Miguel Tecomatlán
- San Martín Coapaxtongo
- La Ciénega
- Tepetzingo
- Colonia Emiliano Zapata Ejido de Tenancingo
- San José Tenería
- Colonia San Ramón
- San Gabriel Zepayautla
- San Simonito
- Acatzingo
- Tepalcatepec
- San Nicolás
- Tepoxtepec
- Chalchihuapan
- Pueblo Nuevo
- Tierra Blanca
- San José Chalmita
- Quetzalapa
- El Carmen
- San Juan Tetitlán
- Ejido de Tenería
- Rinconada de Atotonilco
- Ixpuichiapan
- San Antonio Agua Bendita
- Barrio Santa Teresa
- La Lagunilla
- La Compuerta
- La Mesita
- Ejido Ixpuchiapan
- Terrenate
- Santa Teresita Acatzingo
- Cruz Vidriada
- La Ocotalera
- Colonia Ejército del Trabajo
- Colonia Morelos
- Francisco Zarco
- Rinconada de Santa Teresa
- Colonia Valle de Guadalupe
- Gualupita
- Plan de Guadalupe
- Colonia Lázaro Cárdenas Ixpuchiapan
- Santa Cruz Xochiaca